# Hans-Joachim Kadelbach
Hans-Joachim Kadelbach (1 de octubre de 1900-7 de junio de 1979) fue un deportista alemán que compitió para la RFA en vela en la clase Flying Dutchman. Ganó una medalla de plata en el Campeonato Europeo de Flying Dutchman de 1961.

## Palmarés internacional
| Campeonato Europeo | Campeonato Europeo | Campeonato Europeo | Campeonato Europeo |
| Año                | Lugar              | Medalla            | Clase              |
| ------------------ | ------------------ | ------------------ | ------------------ |
| 1961               | Attersee (Austria) | Medalla de plata   | Flying Dutchman    |